# Nipoã
Nipoã este un oraș în São Paulo (SP), Brazilia.